# Phelotrupes amethystinus
Phelotrupes amethystinus es una especie de coleóptero de la familia Geotrupidae.

## Distribución geográfica
Habita en la India.